# Drilandsee

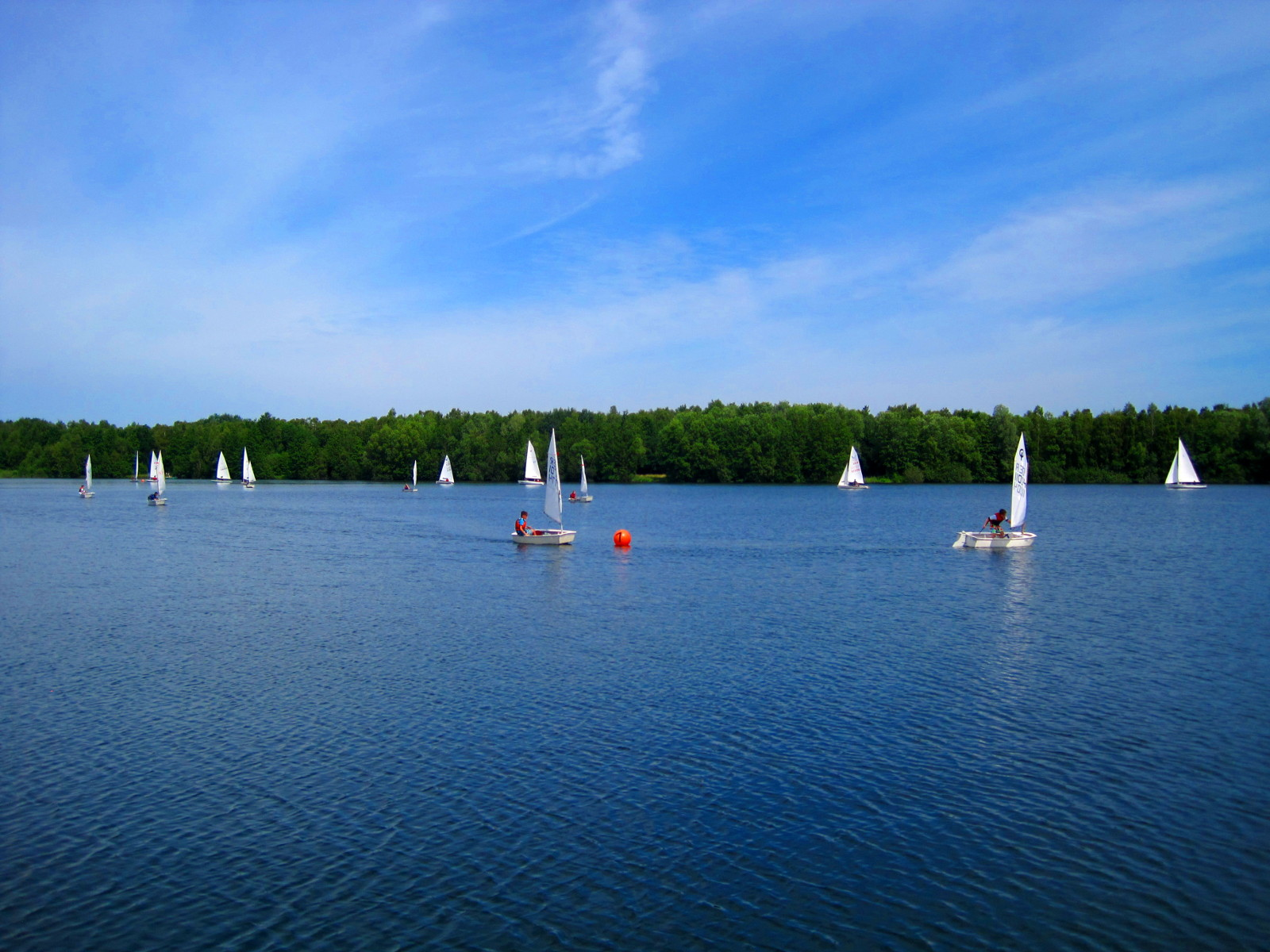
Kleine Regatta

Der Drilandsee (auch Dreiländersee oder Driländer) ist ein Gewässer nördlich von Gronau im Kreis Borken (Nordrhein-Westfalen).

## Name
Der Name beruht auf der jahrhundertealten Flurbezeichnung Driland („dri“ = drei), die schon auf Karten um 1865 verzeichnet wurde, und sich auf das Zusammentreffen Westfalens, der früheren Grafschaft Bentheim und der niederländischen Provinz Overijssel bezieht.

## Beschreibung
Der Drilandsee ist ein in den 1970er-Jahren künstlich geschaffener See zur Aufwertung des Freizeitangebots der Region. In direkter Nähe wurden Restaurants, Campinganlagen und Ferienhäuser gebaut. Die auch optisch auffällige Zweiteilung trennt den Bade- und Schwimmbereich vom Wassersportbereich. Der größere Teil des Sees ist freigegeben für Surfer, Segler, Ruderer und Sportangler. Um den See führt ein gut begehbarer Weg von ca. 3,3 km Länge. Die Grenze zwischen Nordrhein-Westfalen und Niedersachsen verläuft wenige Meter nördlich des Sees, die Grenze zwischen Deutschland und den Niederlanden ist ca. 200 Meter westlich.

## Freizeit und Erholung
Im Bade- und Schwimmbereich sind ein breiter Sandstrand und eine kleine Insel angelegt. Die Insel kann über sehr flaches Wasser zu Fuß erreicht werden. Mehrere Spielgeräte sorgen für Unterhaltung der jüngeren Besucher.
Am größeren Bereich liegen eine Tretbootvermietung und eine Minigolfanlage. Die örtlichen Wassersportvereine nutzen den See für ihre Zwecke und machen Angebote im Wassersport.
Als Teil der 8-Seen-Gemeinschaft findet einmal jährlich eine „8 Seen Regatta“ statt. Dabei fahren bis ca. 45 Sportbootfahrer der umliegenden Wassersportvereine an zwei Tagen auf dem See.